# تشرلو
تشرلو هي قرية في مقاطعة سراب، إيران. عدد سكان هذه القرية هو 298 في سنة 2006.